# Судиславский кремль
Судиславский кремль — несохранившаяся крепость Судиславля Костромской области в историческом центре города на Соборной горе, возвышающейся над рекой Корбой у впадения в неё реки Готовки.

## Описание
Судиславский кремль был обнесён невысоким земляным валом и имел деревянные укрепления. Он отличался уникальной искусственной террасой, которая была создана для увеличения крутизны холма. На ней была поставлена рубленая крепостная стена. Неглубокий ров был выкопан не у подножия горы, а в её склоне, что также делало его более отвесным. Предполагается шесть или семь башен. В целом, крепость образовывала овальную фигуру и имела площадь 2 га. Внутри кремля находились деревянный собор, воеводский двор, пороховой погреб и разного рода казённые постройки. Для водоснабжения использовался подземный тайник к реке Корбе.

## История
Вопрос даты основания крепости тесно связан с вопросом основания самого Судиславля. Среди местных краеведов долгое время бытовала версия, что основание Судиславля связано с князем Судиславом Владимировичем, сыном великого киевского князя Владимира Святославича, однако она не подкреплена ни археологическими данными, ни надёжным упоминанием Судиславля в источниках до 1572 года. Согласно Н. А. Зонтикову, Судиславская крепость была, вероятнее всего, построена как и соседние крепости, в 1520-х или 1530-х годах во время русско-казанских войн. Вокруг кремля вскоре образовался посад, а в самом кремле был возведён Преображенский храм. Слабая выраженность культурного слоя свидетельствует о том, что кремль использовался главным образом как убежище, а не как место проживания.
Исчезновение к концу XVI века угрозы нападений казанских татар и черемисов и передвижение рубежей Русского государства на восток лишило Судиславль военного значения, вследствие чего деревянная крепость пришла в упадок.